# Terbuthylazin
Terbuthylazin ist ein selektives und systemisch wirkendes Herbizid und vom chemischen Aufbau dem Atrazin sehr ähnlich (Austausch der Isopropyl- durch eine tert-Butyl-Gruppe). Es gehört daher wie Atrazin und Simazin zu den Chlordiamotriazinen und wurde 1966 von J. R. Geigy eingeführt.

## Eigenschaften
Der Flammpunkt von Terbuthylazin liegt bei 100 °C.

## Verwendung
Terbuthylazin wird als breit wirksames Vorauflauf-Herbizid im Sorghum-, Citrus-, Mais-, Wein- und Apfelanbau sowie im Forst und auf Nichtkulturland verwendet.
Als Pflanzenschutzwirkstoff ist es in Deutschland, Österreich und der Schweiz zugelassen. Haupteinsatzgebiet ist hier die Bekämpfung von Unkraut beim Anbau von Mais. Terbuthylazin-Präparate werden meist als Suspensionskonzentrat verkauft.

## Ökologie
Terbuthylazin hat aus ökotoxikologischer Perspektive negativen Einfluss auf aquatische Organismen. Es ist nicht leicht abbaubar. Der Median der EC50 (96 Std.) für Algen liegt bei 0,04 mg/l. In der Schweiz wurde der Grenzwert für die zugelassene Konzentration in Oberflächengewässern im Jahresmittel mit 0,22 µg/l festgelegt. Es wurde 2022, bei Regeluntersuchungen von 14-Tages-Mischproben von 38 Gewässern der Schweiz, 11 Mal über dem Grenzwert nachgewiesen.